# ドラえもんのひみつ道具 (かた-かほ)
ドラえもんのひみつ道具 (かた-かほ) では、藤子・F・不二雄の漫画『ドラえもん』、『大長編ドラえもん』(VOL.1〜17)、藤子・F・不二雄のその他の著作に登場するひみつ道具のうち、読みが「かた」で始まるものから「かへ」で始まるものまでを列挙する。

## かたづけラッカー
かたづけラッカー（かたづけラッカー）は、「かたづけラッカー」（てんとう虫コミックス17巻に収録）などに登場する。
スプレー缶状の道具。このラッカーを物体にかけると、その物体は目には見えなくなってしまう。見えなくなった物は、専用の虫眼鏡を使うと見ることができる。急な来客の時など、散らかった部屋を見かけだけ綺麗にするのが本来の目的。人間に対しても使用可能で、姿を消すために用いることが多いが、ラッカーの量が足りないと服だけが消えて、見た目が裸の状態になってしまう。短編では上述の表題作以外にも「エスパースネ夫」（コミックス31巻収録）などに登場する。
上述の表題作の扉絵及び『ドラえもん のび太の宇宙小戦争』では「かたづけラッカー」の効果で見えなくなった物を、ロボットであるドラえもん及び敵側が取り付けた監視装置が視認出来ていない描写がある（ドラえもんの目は、暗闇でも周囲を見渡せる「赤外線アイ」になっている。そのため「かたづけラッカー」の効果で見えなくなった物は、赤外線を利用した電子器具などといった、特殊な機械を使ったとしても視認することが出来ない）。
上述の表題作を含めた短編作品では、有効時間などの制約については特に言及・描写されていない。『ドラえもん のび太の宇宙小戦争』では「ラッカーの効き目は4時間で切れる」という設定になっている。
原作漫画では「かたづけラッカー」の仕組みについて、具体的に説明されたことはない。ひみつ道具の事典では「非フロン系ガス、光屈折プラズマ、透明粘着微粒子の三種類の成分で構成されており、吹きつけられた物には光屈折プラズマと透明粘着微粒子が付着し、光を物体から反らせて屈折させる事により物体が見えなくなる」と説明されている（原作漫画では、この説明と同じ原理で姿を消す「かくれん棒」が登場している）。
類似品に、テレビアニメ第2作第1期「ドラえもんだいきらい!?」（1981年10月2日放送）に登場した「とう明スプレー」がある。
姿を見えなくする道具は、これ以外にも「透明マント」、「とう明ペンキ」、「透明人間目薬」などがある。
あらわしラッカー
テレビアニメ第2作第1期「かたづけラッカー」（1993年6月25日放送）に登場。「かたづけラッカー」で消えた物体にかけると効果が解除されて再び見えるようになる道具。『ドラえもん のび太と翼の勇者たち』にも登場し、こちらでは「ラッカーおとし」と呼ばれている。

## カチカチカメラ
カチカチカメラは、「カチカチカメラ」（てんとう虫コミックス22巻に収録）に登場する。
どんな勝負でも指定した相手を勝たせることのできる道具。ビデオカメラの形をしており、これで「誰々を勝たせろ」と言いながら勝負の様子を撮影すると、カメラに付属しているスクリーンにはその者が勝っている様子が映し出され、現実にもその通り、その者が勝利する。
撮影対象はテレビ番組などでもよく、作中ではプロ野球中継を撮影して、指定したチーム（ジャイアンツ）を勝たせた。

## ガチガチン
ガチガチンは、「にっくきあいつ」（てんとう虫コミックス『ドラえもんプラス』6巻に収録）に登場する。
角砂糖のような外観の薬。この薬を飲むと、性格がガチガチの真面目になり、人に勉強を教える時もスパルタ式になる。今までにひみつ道具に関する事典での記載がない道具の一つ。

## カチンカチンライト
カチンカチンライトは、「カチンカチンライト」（てんとう虫コミックス38巻に収録）に登場する。
この道具の光を当てると、水や炎、煙といった形を持たない物体を数分間固形物質にすることができる。
映画『のび太と翼の勇者たち』とテレビアニメ第2作第1期「未来の国からはるばると」では、固形物質に光を当てると、その物質の強度が強くなるという設定が加えられている。
『ドラえもん 迷宮大作戦』でのカチンカチンライト
同名の道具だが、機能は異なる。原作のカチンカチンライトにも機能切り替えなどで同様の機能があるのかは不明。
『ドラえもん 迷宮大作戦』（1989年10月31日発売/機種：PCエンジン Hu-CARD）に登場する。冷凍光線を発射する道具として登場し、敵キャラクターを全て凍らせる。同作オリジナルのひみつ道具「アイスクリスタル」が同様の効果を持っている。

## カツオブシガム
カツオブシガムは、「恋するドラえもん」（てんとう虫コミックス27巻に収録）に登場する。
使用描写はないが、一般的にネコはガムをかめないため、人間用の物とはかなり異なった作りになっていると思われる。ドラえもんが恋したペルシャ猫にプレゼントした道具。

## カッカホカホカ
カッカホカホカは、「カッカホカホカ」（てんとう虫コミックス『ドラえもんプラス』6巻に収録）に登場する。
人間の怒りを熱に変える道具。湯たんぽ状の本体に電源コードが繋がったような形をしており、コード先端のプラグを怒っている人の体に差し込むと、たちどころに怒りがおさまり、その分、本体から熱が出て、ストーブのように温まることができる。
似たような性質の道具に感情エネルギーボンベがある。

## カッコータマゴ
カッコータマゴは、「カッコータマゴ」（てんとう虫コミックス27巻に収録）に登場する。
カッコウの習性である托卵を応用した道具。卵型で、これを身につけてよその家へ行くと、その家の子になりすまし、その家で暮らすことができる。代りに本来のその家の子は、よその子として追い出される。タマゴを体から放すと当然、効果は消える。類似の道具として「やどり木」がある。
ドラえもんが出した道具ではなく、未来デパートから誤配送されたもの。ドラえもんは返品する予定だったが、玉子に怒られたのび太が持ち出し、スネ夫の家にあがりこんで豪華な生活にありついた。その後スネ夫の母が投げ捨てたタマゴをドラえもんが誤飲し、彼が身につけたのと同様に効果を発揮したが、最終的にタマゴがどうなったか（体外に出されたか原子胃袋で分解されたか）は不明。

## 合体ノリ
合体ノリ（がったいノリ）は、「合体ノリ」（てんとう虫コミックス13巻に収録）、「『合体ノリ』でハイキング」（てんとう虫コミックス『ドラえもん プラス』5巻に収録）に登場する。
人や動物と合体できる道具。チューブ入りの接着剤のようで、ほんの少し絞って指先に乗せ、人や動物に触れると合体できる。
「合体ノリ」（てんとう虫コミックス13巻収録）登場分
合体後は、頭が自分、首から下が合体相手の姿となり、相手の能力（犬の嗅覚、力士の怪力など）を自分のものとして使うことができる。ただし相手の意思や習性が残っているので、体が意思に反して動いてしまうこともある。
「『合体ノリ』でハイキング」（てんとう虫コミックス『ドラえもん プラス』5巻に収録）登場分
合体後に両者の全身が混合された姿となる。たとえばドラえもんが犬と合体すれば、全身が青でドラえもんに似た顔の犬の姿となる。またこちらの場合、3名での合体も確認できる。
ハガセール
テレビアニメ第2作第2期「のび太+ハト=?（のびたプラスハトは?）」（2008年1月25日放送）に登場。
合体ノリを使用してなった合体状態を解除するための道具。このガスを吹き付けると合体状態から解除される。作中では「専用ハガセール」（表記は字幕放送にて確認）としか呼ばれていないが、道具を取り出すときのテロップでは「ハガセール」と表示され、道具本体にも「ハガセール」とのみ記されている。また、公式サイト掲載の「ひみつ道具カタログ」でも名称を「ハガセール」としている。

## カップルテストバッジ
カップルテストバッジは、「カップルテストバッジ」（てんとう虫コミックス19巻に収録）に登場する。
2枚組のハートの形をしたバッジ。このバッジを男性と女性がつけると、両人は模擬的に結婚した状態になり、結婚後の生活がうまくいくかどうかテストすることができる。異性同士だけでなく、同性同士でも効果はある。また3人で同時につけると、2人の同性に対して1人の異性が浮気をした場合どうなるかが分かる。

## 家庭科エプロン
家庭科エプロン（かていかエプロン）は、「しずちゃんをとりもどせ」（てんとう虫コミックス40巻に収録）に登場する。
これを身に着けて家事を行うと、掃除や洗濯といった基本的な家事を実践的に覚えることができる。エプロンには雛と卵の絵が描かれている。
テレビアニメ第2作第2期（2007年1月12日・1月19日放送分）では、ドラえもんは家庭科エプロンに似せた普通のエプロンを着させ、のび太に地道に家事を覚えさせようとするが、事情を知らないドラミが本物の家庭科エプロンを渡し、それにより、家事が上達したのび太は慢心して、出木杉に料理勝負を挑むも家庭科エプロンが使い過ぎで壊れてしまう（原作漫画にはそのような描写はない）。それにより、のび太のチャーハンは不味いものになってしまうが、しずかだけは「のび太さんが自分の力で作ったものだから」と最後まで食べてくれた為、のび太は改心している。

## 門松の苗
門松の苗（かどまつのなえ）は、「ドラえもん大事典」（てんとう虫コミックス11巻に収録）に登場する。
この道具を、春にタケノコの状態で庭に植えておくと、成長し、翌年の元日に門松となる。
因みに、後年の現実の日本では一般家庭で正月に門松を飾る習慣がほとんどなくなっている。

## かなづち用足ひれ
かなづち用足ひれ（かなづちようあしひれ）は、「深夜の町は海の底」（てんとう虫コミックス41巻に収録）に登場する。
泳げない人でも、この足ひれをつけると簡単に泳ぐことができる。

## かならずあたる手相セット
かならずあたる手相セット（かならずあたるてそうセット）は、「かならず当たる手相セット」（てんとう虫コミックス2巻に収録）に登場する。
自分の手相を自由に変えられるセット。壷に入っているクリームを手に塗って現在の手相を消し、様々な手相の載っている「手相カタログ」で好きな手相を選び、それを筆で手に書き込むと、その通りの運勢が訪れる。複数の手相を書くと、それらの手相の運勢が立て続けに反映される。
テレビアニメ第2作第2期では、ドラえもんが「このインクは量子学的に因果律を強引にだね」と述べている。
手相カタログには、書いてはいけない相として「悪運の相」まで載っている。
『ドラえもん・ふしぎシリーズ (2) ドラえもん うらないのふしぎ』では、両手を自然に組んで親指が下になる方の手に手相を書く設定になっており、反対の手に書くと逆効果の運勢が訪れてしまう（旅行に行ける運勢のはずが、逆に自宅に閉じ込められる）。

## カネバチ
カネバチは、「カネバチはよく働く」（てんとう虫コミックス8巻に収録）に登場する。
巣の中にカネバチがおり、蜜の代わりに道などに落ちているお金を拾って集める。しかし作中でものび太のママが指摘している通り、拾ったお金は警察に届けないと拾得物横領罪（現在は遺失物横領罪）になる（その後、ドラえもんとのび太が「元の場所へ返してこい」と命令したが、あまりにも困り果て最終的には怒り出してしまい、二人に襲いかかった）。

## かべ紙ハウス
かべ紙ハウス（かべがみハウス）は、「かべ紙の中で新年会」（てんとう虫コミックス9巻に収録）などに登場する。
ポスター状の紙に家の絵が描かれている。これを壁に貼ると、ドアを開けて家の中に入ることができる。一見するとただの紙だが、内部は特殊空間であり、普通の家同様の広々とした部屋となっている。
壁さえあればどこにでも住居ができるので便利な道具。ただし垂直な壁に貼らなければ、中の部屋も正常な向きにならない。中に人がいる状態で、壁から剥がして水平な床に置こうものなら、部屋が傾いて非常に危険（トイレにいたスネ夫がそれで悲惨な目に遭っている）。ただ、「かべかけ犬小屋」（『ドラえもん のび太のワンニャン時空伝』）や「かべ紙格納庫」（『ドラえもん のび太の宇宙小戦争』）は、中の状態も正常な向きに保たれる模様。テレビアニメ第2作第2期「かべ紙の中で新年会」では、壁紙が巻かれると再び広げられるまで中から出口を開けられなくなってしまっていた（中から衝撃を加えて動かす事は出来るが、それで広げる事は困難）。
「かべ紙の中で新年会」に登場し、その後も即席の住居や隠れ家が必要になるエピソードで何度も登場する。「かべ紙ハウス」の名称は、「ジャイアンよい子だねんねしな」（てんとう虫コミックス27巻に収録）に登場し、「キャラクター商品注文機」（てんとう虫コミックス28巻に収録）では「かべかけハウス」と呼ばれている。
なお、「かべ紙の中で新年会」では、かべ紙ハウス及びそのバリエーションは全て通常の空間に貼られ、ハウス間の移動時の物音を聞いたのび太のママが様子を見に来た事、そしてスペースの不足からドアの上にトイレが貼られた事により、上記のスネ夫が遭った災難が起こってしまったのだが、「ジャイアンよい子だねんねしな」では、かべ紙ハウスの内部に各種かべ紙施設が貼られている。
ただの住居としての使用の他、店舗などを模した以下のような多数のバリエーションが使用されており、いずれも本物の店舗など同様に使用できる（どうやって商品を仕入れているのかは不明）。
| 名称                       | 登場作品                                                                                             | 備考          |
| -------------------------- | --- | ------------- |
| かべ紙レストラン           | 原作漫画「かべ紙の中で新年会」                                                                       |               |
| かべ紙おもちゃ屋           | 原作漫画「かべ紙の中で新年会」                                                                       |               |
| かべ紙トイレ               | 原作漫画「かべ紙の中で新年会」                                                                       |               |
| 喫茶店（名称不明）         | 原作漫画「かべ紙の中で新年会」                                                                       |               |
| 脱出用トンネル             | 原作漫画「かべ紙の中で新年会」                                                                       | [ 6 ]         |
| かべ紙洋服屋               | 原作漫画「ジャイアンよい子だねんねしな」                                                             |               |
| かべ紙小学校               | 原作漫画「ジャイアンよい子だねんねしな」                                                             |               |
| かべかけテレビ             | 原作漫画「ジャイアンよい子だねんねしな」                                                             | [ 7 ]         |
| 全チャンネルかべかけテレビ | 原作漫画「ぐ〜たらお正月セット」                                                                     | [ 8 ]         |
| かべかけ犬小屋             | 原作漫画「のら犬「イチ」の国」 『ドラえもん のび太の大魔境』 『ドラえもん のび太のワンニャン時空伝』 |               |
| かべかけスタジオ           | 原作漫画「まんがのつづき」                                                                           | [ 9 ]         |
| かべ紙会社                 | 「なんでもひきうけ会社」                                                                             |               |
| 和室（名称不明）           | テレビアニメ第2作第1期「家元かんばん」                                                               | [ 10 ]        |
| ペット用かべ紙ハウス       | 学習漫画「成長とたん生」                                                                             |               |
| かべ紙秘密基地             | 映画『のび太の宇宙小戦争』 映画『のび太と鉄人兵団』                                                  | [ 11 ] [ 12 ] |
| かべ紙本部                 | 学習漫画「なぜなに探検隊」                                                                           | [ 13 ]        |
| かべ紙格納庫               | 映画『のび太の宇宙小戦争』                                                                           |               |

登場作品について
- 原作漫画
  - 「かべ紙の中で新年会」（てんとう虫コミックス9巻に収録）
  - 「のら犬「イチ」の国」（てんとう虫コミックス22巻に収録）
  - 「ジャイアンよい子だねんねしな」（てんとう虫コミックス27巻に収録）
  - 「まんがのつづき」（てんとう虫コミックス31巻に収録）
  - 「ぐ〜たらお正月セット」（てんとう虫コミックス35巻に収録）
  - 「なんでもひきうけ会社」（てんとう虫コミックス37巻に収録）
- テレビアニメ第2作第1期
  - 「家元かんばん」（「家元かんばん」（てんとう虫コミックス28巻に収録）のアニメ化作品）
- 学習漫画
  - 『ドラえもんからだシリーズ Vol.5 成長とたん生』
  - 『ドラえもん なぜなに探検隊』
- 映画
  - 第5作『ドラえもん のび太の大魔境』
  - 第6作『ドラえもん のび太の宇宙小戦争』
  - 第7作『ドラえもん のび太と鉄人兵団』
  - 第25作『ドラえもん のび太のワンニャン時空伝』

関連アイテム
同様に壁に貼り付け異空間を作り出す道具。
どこでもハウス
「ふしぎな『かみのいえ』」（てんとう虫コミックススペシャル『ドラえもん カラー作品集』6巻に収録）で登場する。紙に家や店舗の絵を描くと、かべ紙ハウス同様に使用できるというもの。作中では道具の名称は不明で、ひみつ道具の事典『ドラえもん全百科』では「どこでもハウス」となっている。
ナイヘヤドア
「ナイヘヤドア」（てんとう虫コミックス第15巻に収録）に登場する。壁に貼り付けることで、部屋を作り出すことができる。詳しくはドラえもんのひみつ道具 (な)#ナイヘヤドアを参照。

## かべ景色きりかえ機
かべ景色きりかえ機（かべけしききりかえき）は、「かべ景色きりかえ機」（てんとう虫コミックス31巻に収録）に登場する。
室内の壁を野外の景色に切り替える機械。方位と距離を指定して機械を作動させると、壁一面がその指定した場所の景色になる。単にその景色が見えるだけでなく、「どこでもドア」と同様に壁面を通じて室内とその場所とが空間同士で繋がっており、互いを行き来することもできる。

## かべぬけき
かべぬけきは、「かべぬけき」（藤子・F・不二雄大全集3巻に収録）に登場する。
円錐形の道具で、手に持つと壁でも物でも人の体でも自在にすり抜けることができる。